# 荷花湖 (西藏)
荷花湖位于中国西藏自治区那曲市双湖县境内，地处双湖县北部，昆仑山与可可西里山之间的断陷盆地内。湖面海拔4832米，面积22.5平方公里。湖体东、西两端水域开阔，中间有狭窄的水道相连。湖区年均气温-4～-2℃左右，年均降水量约100毫米。湖水主要靠时令河补给。